# Brikama United FC
El Brikama United es un equipo de fútbol de Gambia que compite en la Liga de fútbol de Gambia, la liga de fútbol más importante del país.

## Historia
Fue fundado en el año 1999 y representa a la localidad de Brikama, propiedad de la comunidad y controlado por la Brikama Youth and Sports Association. Fue el primer equipo fuera de Banjul en ganar la Liga de fútbol de Gambia desde 1969.
Juega en la única cancha de césped artificial en Gambia.

## Palmarés
- Liga de fútbol de Gambia: 2

2011, 2018/19
- Copa de fútbol de Gambia: 1

2016

## Participación en competiciones de la CAF
| Temporada | Torneo                      | Ronda      | Club            | Casa | Visita | Global      |
| --------- | --------------------------- | ---------- | --------------- | ---- | ------ | ----------- |
| 2012      | Liga de Campeones de la CAF | Preliminar | US Ouakam       | 1-0  | 0-1    | 1-1 (5-3 p) |
| 2012      | Liga de Campeones de la CAF | 1          | Espérance ST    | 1-1  | 1-3    | 2-4         |
| 2019/20   | Liga de Campeones de la CAF | Preliminar | Raja Casablanca | 3-3  | 0-4    | 3-7         |